# Regge-Wheeler-Zerillijevi enačbi
Regge-Wheeler-Zerillijevi enačbi sta v splošni teoriji relativnosti par enačb, ki opisujeta gravitacijske motnje Schwarzschildove črne luknje:
{\displaystyle {\operatorname {d} s}^{2}=c^{2}\,{\operatorname {d} \tau }^{2}=\gamma c^{2}\,\operatorname {d} t^{2}-{\frac {\operatorname {d} r^{2}}{\gamma }}-r^{2}{\operatorname {d} \Omega }^{2}=g_{\mu \nu }\operatorname {d} x^{\mu }\operatorname {d} x^{\nu }\!\,.}
Imenujeta se po Tulliu Reggeju, Johnu Archibaldu Wheelerju in Franku J. Zerilliju. Motnje Schwarzchildove metrike so razvrščene v dva tipa – aksialne in polarne motnje. To izrazje je uvedel Subrahmanyan Chandrasekhar. Aksialne motnje inducirajo povlek prostora tako, da črni luknji posredujejo vrtenja in spremenijo predznak, ko se azimutna smer obrne, medtem ko polarne motnje ne povzročijo vrtenj in ne spremenijo predznaka pri obratni azimutni smeri. Enačba za aksialne motnje se imenuje Regge-Wheelerjeva enačba, enačba, ki ureja polarne motnje, pa se imenuje Zerillijeva enačba.
Enačbi imata enako obliko kot enorazsežna Schrödingerjeva enačba:
{\displaystyle \left({\frac {\operatorname {d} ^{2}}{\operatorname {d} r_{*}^{2}}}+\sigma ^{2}\right)Z^{\pm }=V^{\pm }Z^{\pm }\!\,,}
kjer {\displaystyle Z^{+}\!\,} označuje polarne motnje, {\displaystyle Z^{-}\!\,} pa aksialne. Tu je {\displaystyle r_{*}=r+2M\ln(r/2M-1)\!\,} želvja koordinata (pri tem je {\displaystyle G=c=1\!\,}), {\displaystyle r\!\,} pripada Schwarzschildovim koordinatam {\displaystyle (t,r,\theta ,\varphi )\!\,}, {\displaystyle 2M\!\,} je Schwarzschildov polmer, {\displaystyle \sigma \!\,} pa predstavlja časovno frekvenco motenj, ki se pojavljajo v obliki {\displaystyle e^{i\sigma t}\!\,}. Regge-Wheelerjev potencial in Zerillijev potencial sta:
{\displaystyle V^{-}={\frac {2(r^{2}-2Mr)}{r^{5}}}\left[(n+1)r-3M\right]\!\,,}
{\displaystyle V^{+}={\frac {2(r^{2}-2Mr)}{r^{5}(nr+3M)^{2}}}\left[n^{2}(n+1)r^{3}+3Mn^{2}r^{2}+9M^{2}nr+9M^{3}\right]\!\,,}
kjer {\displaystyle 2n=(l-1)(l+2)\!\,} in {\displaystyle l=2,3,4,\dots \!\,} označujeta lastni način za koordinato {\displaystyle \theta \!\,}. Za gravitacijske motnje sta načina {\displaystyle l=0,\,1\!\,} nepomembna, ker se ne razvijata s časom. Fizikalno gravitacijske motnje z {\displaystyle l=0\!\,} (monopolni) način predstavljajo spremembo mase črne luknje, {\displaystyle l=1\!\,} pa (dipolni) način ustreza premiku v legi in vrednosti vrtilne količine črne luknje. Oblika zgornjih potencialov je prikazana na sliki.
Treba je pripomniti, da želvja koordinata {\displaystyle r_{*}\rightarrow -\infty \!\,} označuje dogodkovno obzorje, {\displaystyle r_{*}\rightarrow \infty \!\,} pa je enakovredna {\displaystyle r\rightarrow \infty \!\,}, to je do razdalj zelo stran od črne luknje. Potenciala imata kratki doseg saj pojenjata hitreje kot {\displaystyle 1/r_{*}\!\,}. Ko gre {\displaystyle r_{*}\rightarrow \infty \!\,}, je {\displaystyle V^{\pm }\rightarrow 2(n+1)/r^{2}\!\,}, in pri {\displaystyle r_{*}\rightarrow -\infty \!\,} je {\displaystyle V^{\pm }\sim e^{r_{*}/2M}\!\,}. Zaradi tega je asimptotično obnašanje rešitev za {\displaystyle r_{*}\rightarrow \pm \infty \!\,} enako {\displaystyle e^{\pm i\sigma r_{*}}\!\,}.

## Zgodovina
Problem stabilnosti za Schwarzschildovo črno luknjo v obliki »čiste metrične« perturbacijske analize sta rešila Regge in Wheeler v kanoničnem članku iz leta 1957. Glavni praktični dosežek tega dela je bila nedvomno formulacija pristopa umeritvene transformacije, ki omogoča popolno radialno/kotno ločitev Einsteinovih enačb polja v dveh primerih lihe in sode parnosti. Regge-Wheelerjeva enačba je dala formalno rešitev v aksialnem (ali magnetnem) primeru. Tedaj pojem črnih lukenj še ni bil točno znan.
Zaradi matematičnih zapletov je bila popolna analiza končana šele trinajst let pozneje, po delu Jona Mathewsa, Lesterja A. Edelsteina in C. V. Vishveshware in Zerillija, ki je zagotovilo ali strogi pristop k uporabi tenzorskih harmonikov ali razrešilo nekatere težave z združljivostjo v analitično obravnavo sistema ali pa zagotovilo končno obliko enačbe v Zerrillijevi enačbi za radialne perturbacijske funkcije v polarnem (ali električnem) primeru.

## Odnosi med obema problemoma
Leta 1975 sta Chandrasekhar in Steven Detweiler odkrila enolično preslikavo med obema enačbama, kar je pripeljalo do posledice, da sta spektra, ki ustrezata obema potencialoma, enaka. Ta dva potenciala se lahko zapišeta tudi kot:
{\displaystyle V^{\pm }=\pm 6M{\frac {\operatorname {d} f}{\operatorname {d} r_{*}}}+(6Mf)^{2}+4n(n+1)f,\quad f={\frac {r^{2}-2Mr}{2r^{3}(nr+3M)}}\!\,.}
Zveza med {\displaystyle Z^{+}\!\,} in {\displaystyle Z^{-}\!\,} je dana z izrazom:
{\displaystyle \left[4n(n+1)\pm 12i\sigma M\right]Z^{\pm }=\left[4n(n+1)+{\frac {72M^{2}(r^{2}-2Mr)}{r^{3}(2nr+6M)}}\right]Z^{\mp }\pm 12M{\frac {\operatorname {d} Z^{\mp }}{\operatorname {d} r_{*}}}\!\ .}

## Koeficienta odbojnosti in prepustnosti
Tu sta {\displaystyle V^{\pm }\!\,} vedno pozitivna in problem je odboj in prenos valovanj, ki vpadajo iz {\displaystyle r_{*}\rightarrow \infty \!\,} v {\displaystyle r_{*}\rightarrow -\infty \!\,}. Problem je v bistvu enak problemu odboja in prenosa s potencialno oviro v kvantni mehaniki. Naj bo vpadno valovanje z enotsko amplitudo {\displaystyle e^{+i\sigma r_{*}}\!\,}, potem so asimptotična obnašanja rešitve podana z:
{\displaystyle Z^{\pm }=e^{+i\sigma r_{*}}+R^{\pm }e^{-i\sigma r_{*}}\quad {\text{pri}}\quad r_{*}\rightarrow +\infty \!\,,}
{\displaystyle Z^{\pm }=T^{\pm }e^{i\sigma r_{*}}\quad {\text{pri}}\quad r_{*}\rightarrow -\infty \!\,,}
kjer sta {\displaystyle R=R(\sigma )\!\,} in {\displaystyle T=T(\sigma )\!\,} sta amplitudi odboja in prenosa. V drugi enačbi se je upoštevala fizikalna zahteva, da valovanja ne izvirajo z dogodkovnega obzorja.
Koeficienta odbojnosti in prepustnosti sta potem definirana kot:
{\displaystyle {\mathcal {R}}^{\pm }=|R^{\pm }|^{2},\quad {\mathcal {T}}^{\pm }=|T^{\pm }|^{2}\!\,,}
podvržena pogoju {\displaystyle {\mathcal {R}}^{\pm }+{\mathcal {T}}^{\pm }=1\!\,}. Zaradi inherentne povezave med obema enačbama, kot je opisano v prejšnjem razdelku, se izkaže, da velja
{\displaystyle T^{+}=T^{-},\quad R^{+}=e^{i\delta }R^{-},\quad e^{i\delta }={\frac {n(n+1)-3i\sigma M}{n(n+1)+3i\sigma M}}\!\,}
in s tem, ker se {\displaystyle R^{+}\!\,} in {\displaystyle R^{-}\!\,} razlikujeta samo v svojih fazah, izhaja:
{\displaystyle {\mathcal {T}}\equiv {\mathcal {T}}^{+}={\mathcal {T}}^{-},\quad {\mathcal {R}}\equiv {\mathcal {R}}^{+}={\mathcal {R}}^{-}\!\,.}
Iz slike za koeficient odbojnosti je razvidno, da črna luknja zlahka odbije nizkofrekvenčne motnje, visokofrekvenčne pa jih absorbira.

## Kvazinormalni načini
Kvazinormalni načini ustrezajo čistim tonom črne luknje. Opisuje poljubne, a majhne motnje, kot je padec telesa v črno luknjo, akrecija snovi, ki jo obdaja, zadnja stopnja rahlo asferičnega sesedanja itd. Za razliko od problema koeficienta odbojnosti in prepustnosti so za kvazinormalne načine značilne kompleksne vrednosti {\displaystyle \sigma \!\,} z dogovorm {\displaystyle \mathrm {Re} \{\sigma \}>0\!\,}. Zahtevana robna pogoja sta:
{\displaystyle Z^{\pm }=A^{\pm }e^{-i\sigma r_{*}}\quad {\text{pri}}\quad r_{*}\rightarrow +\infty \!\,,}
{\displaystyle Z^{\pm }=e^{i\sigma r_{*}}\quad {\text{pri}}\quad r_{*}\rightarrow -\infty \!\,,}
kar kaže, da obstajajo čisto odhajajoča valovanja z amplitudo {\displaystyle A^{\pm }\!\,} in čisto vhodna valovanja na obzorju.
Problem postane problem lastne vrednosti. Kvazinormalni načini so tipa dušenja v času, čeprav se ta valovanja v prostoru razhajajo kot {\displaystyle r^{*}\to \pm \infty \!\,} (to je posledica implicitne predpostavke, da je motnja v kvazinormalnih načinih v daljni preteklosti 'neskončna'). Spet zaradi omenjenega razmerja med obema problemoma sta spektra {\displaystyle Z^{+}\!\,} in {\displaystyle Z^{-}\!\,} enaka in je zato dovolj, da se upošteva spekter {\displaystyle Z^{-}\!\,}. Problem se poenostavi z uvedbo izraza:
{\displaystyle Z^{-}=\exp \left(i\int ^{r_{*}}\phi \,\operatorname {d} r_{*}\right)\!\,.}
Problem nelinearne lastne vrednosti je podan z:
{\displaystyle i{\frac {\operatorname {d} \phi }{\operatorname {d} r_{*}}}+\sigma ^{2}-\phi ^{2}-V^{-}=0,\quad \phi (-\infty )=+\sigma ,\quad \phi (+\infty )=-\sigma \!\,.}
Ugotovljeno je, da rešitev obstaja samo za diskretno množico vrednosti {\displaystyle \sigma \!\,}.
Ta enačba implicira tudi identiteto:
{\displaystyle -2i\sigma +\int _{-\infty }^{+\infty }(\sigma ^{2}-\phi ^{2})\operatorname {d} r_{*}=\int _{-\infty }^{+\infty }V^{-}\operatorname {d} r_{*}={\frac {4n+1}{4M}}\!\,.}